# Back to the Future Part III

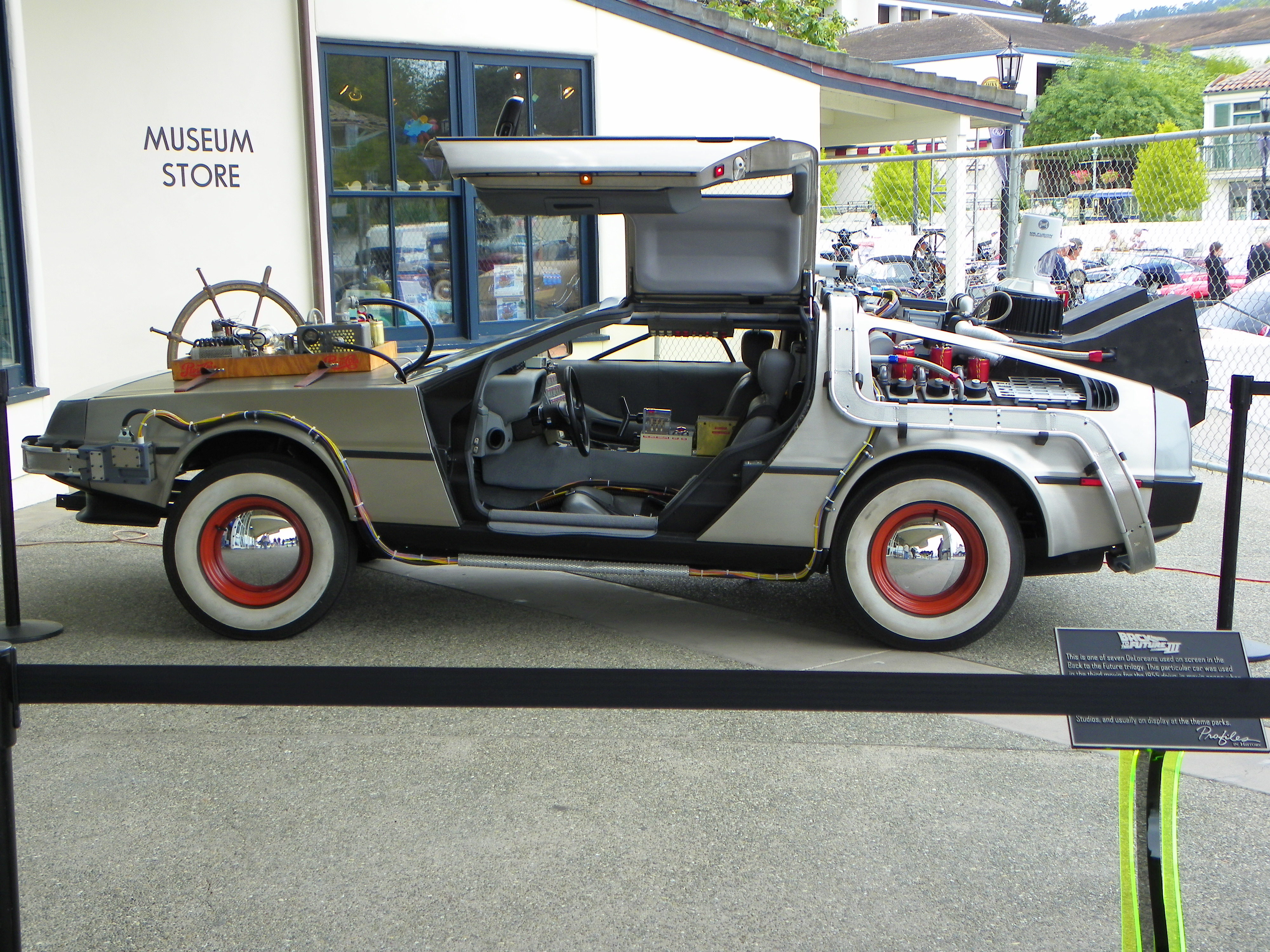
Uno de los vehículos DeLorean usados en la película.

Back to the Future Part III (titulada Regreso al futuro III en España y Volver al futuro III o Regreso al futuro, tercera parte en Hispanoamérica) es una película de ciencia ficción protagonizada por Michael J. Fox y Christopher Lloyd. Filmada al mismo tiempo que la segunda parte (es decir: en 1989), y estrenada en 1990; es la tercera y última parte de la saga, la trilogía de Back to the Future.  Aunque Back to the Future Part III se considera un buen final para la trilogía, no sería un éxito de taquilla tan contundente como las dos primeras películas.

## Argumento

### 1955
La película comienza exactamente en el clímax de la primera parte y el final de la segunda parte donde el doctor Emmett Brown de 1955 envía de regreso a Marty McFly a 1985 con el experimento del rayo de la torre del reloj, pero justo cuando celebraba su éxito y se disponía a regresar a su casa súbitamente el Marty de la segunda entrega se le aparece frente a él y deja en estado de shock al científico, dado que lo acababa de enviar de regreso al futuro hace poco, sin embargo Marty le responde que es cierto que lo envió de devuelta al futuro la última vez, pero que ahora regresó del futuro, lo que causa que el Doc se desmaye de la impresión. Al día siguiente, Emmett despierta en su casa creyendo que todo fue un sueño, pero se asusta nuevamente al ver a Marty y sigue insistiendo que lo regresó al futuro con el experimento del rayo y se encierra en el baño rehusándose a creer que Marty sigue en 1955, pero este último le cuenta el incidente del almanaque de deportes de Biff, el cual le había sido entregado por el Biff de 2015 y con ello había creado una realidad alterna, pero después de que Marty tuvo éxito en arreglar la línea del tiempo, el Doc de 1985 que en ese momento se encontraba en el DeLorean volador, fue impactado por un rayo que lo terminó enviando accidentalmente a 1885. Al oír esto el Doc de 1955 sale del baño y comenta que la historia de Marty es bastante interesante, pero le cuestiona que hay un detalle en su historia que no tiene sentido para él, ya que si su homólogo del futuro está atrapado en el pasado como es posible que Marty lo sepa y este último le muestra una carta que el Doc de 1885 le envió previamente a él por correo y finalmente le cree completamente su historia. 
El Doc del futuro, al ir al pasado dejó el DeLorean en una mina abandonada y estuvo allí por 70 años. Marty y el Emmett de 1955 encuentran la máquina con instrucciones de reparación, pero junto a la mina estaba el cementerio de Hill Valley del siglo XIX, en el que descubren por accidente la tumba del Doc de 1885 enterrado 70 años atrás. Según la lápida, Doc murió solo una semana después de haberle enviado la carta a Marty, en eso este último le toma una fotografía a la lápida. Minutos después en la biblioteca indagan y descubren que el Doc de 1885 fue asesinado por Buford "Mad Dog" Tannen, el famoso ladrón de bancos del oeste, a causa de un problema que Doc tuvo con él, por un servicio mal prestado de 80 dólares (75 dólares por el caballo que Tannen sacrificó al caerse por culpa de una herradura supuestamente mal puesta por el científico y 5 dólares por una botella de whisky que se rompió al caerse del caballo). 
Al descubrir todo el asunto, Marty toma la decisión de evitar que ese incidente ocurra y decide ir al pasado para salvar al Doc de 1885 y entre ambos regresar devuelta a su época original. Más tarde el Doc de 1955 junto con Marty arreglan el DeLorean y le colocan neumáticos nuevos, para después llevarlo hasta un auto cinema ubicado a las afueras de la ciudad, el cual en aquella época siempre estuvo despejado por lo que tendrá mucho espacio para correr cuando llegue a 1885, ya que según el Doc de 1955 no quería arriesgarse a enviar a Marty a una zona poblada o un punto geográficamente desconocido por miedo a que Marty se estrellase contra algún árbol u objeto que tal vez existió en la época de 1885, también le recuerda a Marty que al lugar al que este se dirigirá no existen carreteras y también le sugiere esconder el DeLorean en una pequeña cueva que está en la cercanías de la zona, posteriormente el Doc de 1955 programa los circuitos del tiempo de la máquina para que llegue un día después de que este le escribió la carta, es decir al miércoles 2 de septiembre de 1885, de esta forma Marty tendrá un lapso de cinco días para localizarlo antes de que ocurra su asesinato el lunes 7 de septiembre de 1885, también le dice que de acuerdo su carta enviada por su yo del futuro en 1885, es el herrero del pueblo y que posiblemente tenga un establecimiento en la ciudad. Finalmente el Doc de 1955 le menciona a Marty que lo único que deberá hacer ahora es acelerar el DeLorean directo hacia la pantalla del auto cinema a 88 millas por hora, sin embargo Marty le cuestiona que si acelera a esa velocidad podría correr el riesgo de chocar contra la pared de la pantalla que tiene la imagen de unos indios, sin embargo el Doc de 1955 le responde que no tiene de que preocuparse, ya que debido a la cuarta dimensión de desplazamiento temporal este será transportado al instante a 1885 y que esos indios de la pared ya no estarán ahí. Marty decide intentarlo y se despide del Doc de 1955, quien le desea suerte en su viaje, finalmente acelera el DeLorean a 88 millas por hora hacia la pantalla del auto cinema y consigue viajar en el tiempo al año 1885.

### 1885
Al llegar a 1885 Marty se aparece en el territorio de huida de unos nativos sioux, quienes son perseguidos por la caballería estadounidense, donde este coloca la reversa del auto y posteriormente hace una media vuelta y acelera para evadirlos hasta que finalmente se esconde en la cueva que el Doc de 1955 le sugirió esconder el DeLorean previamente, pero justo cuando Marty recoge la fotografía que lleva la lápida, sus botas de vaquero y cierra el auto, este súbitamente descubre que el tanque de la gasolina tiene un agujero, ocasionado por el disparo de una flecha de los nativos sioux y la misma empieza a derramarse en el suelo, pero poco después se le aparece un oso negro que se encontraba casualmente en la misma cueva y el joven sale corriendo asustado de la cueva y apenas consigue escapar del enfurecido oso negro, dejando incluso atrás sus botas de vaquero, las cuales se las lleva el oso negro.
Luego de que Marty consigue despistar al oso negro que lo perseguía, este accidentalmente se resbala por un acantilado y termina golpeándose fuerte en la cabeza con una cerca de madera y queda completamente inconsciente, pero justo en ese momento es descubierto por el dueño y le pide a su esposa ayudarlo a llevar al joven viajero a la casa para tratar sus heridas, que resulta ser la casa de los antepasados de Marty, la granja McFly. Unas horas más tarde, Marty se despierta del golpe y finalmente conoce a su tatarabuelo Seamus McFly (Michael J. Fox) y su esposa Maggie (Lea Thompson). Una escena memorable es cuando William, el hijo de Seamus y Maggie y bisabuelo de Marty se orina en sobre este último, por su parte Seamus le sugiere a Marty pasar la noche en su granja y en la mañana temprano lo llevaría hasta las vías del ferrocarril que están adyacentes a la granja, para que simplemente Marty las siga hasta el pueblo y pueda buscar a su amigo el Doc en el proceso.
Al día siguiente, Marty se recupera del accidente ocurrido el día anterior y va en búsqueda de Doc caminando por las vías del ferrocarril que Seamus le mencionó previamente, hasta que finalmente llega al centro de Hill Valley que en ese entonces no era más que una pequeña villa en el desierto, con pocos habitantes. Al entrar en el bar del pueblo, el Palace Saloon, se encuentra con Buford "Mad Dog" Tannen (Thomas F. Wilson), el bisabuelo de Biff, el pistolero más rápido de la zona y ladrón de bancos. Con tal de no usar su nombre real, Marty usa el alias de Clint Eastwood para no levantar sospechas de que viene del futuro. Pero rápidamente Marty se mete en un altercado con Tannen forzándolo a escapar corriendo del lugar, sin embargo Tannen lo captura con su soga y lo arrastra por varios metros sobre el suelo, hasta que se detienen directamente en la cercanías de la construcción del juzgado de Hill Valley e intenta ahorcarlo, pero sorpresivamente Doc se aparece en la escena armado con un rifle y le dispara a la soga, salvando a Marty de morir ahorcado y posteriormente amenaza a Tannen con dispararle en la cabeza sino deja en paz a Marty, ante tal situación Tannen decide soltar el resto de su soga, donde también le menciona a Doc que este último le debe dinero, según el porque su caballo tiro una herradura supuestamente mal colocada y como el Doc se la había puesto previamente dicho incidente lo convierte en el responsable, pero Doc le responde que como este nunca le paga por el trabajo según el están a mano, Bufford le responde que esta equivocado, ya que él estaba sobre el caballo cuando tiró la herradura y se cayó del mismo, lo que provocó que el proceso de la caída se rompiera una botella de whisky muy fina del estado de Kentucky y que por lo tanto Doc le debe 5 dólares por la botella de whisky que se rompió y por el servicio mal prestado de la herradura de su caballo 75 dólares (siendo este los 80 dólares que aparecían escritos en la lápida por la cual Doc fue asesinado), en eso Doc le menciona que si el caballo de Tannen perdió la herradura le exige que lo traiga para herrarlo nuevamente, pero Tannen revela que tuvo que matar al animal tras la caída, por lo que el Doc le responde que ese asunto ahora es problema del propio Buford por matar al animal, sin embargo Bufford le advierte a Doc que de ahora en adelante será mejor que se cuide la espalda cuando camine porque uno de estos días le disparará a muerte, posteriormente Bufford y su banda se retiran del lugar, dejando de momento a Marty en paz.
Justo cuando Tannen y su banda se retiran se ve que Doc se había convertido en herrero y era muy respetado en el pueblo al mismo tiempo se encuentra con Marty donde ambos se alegran mucho por volver a verse, pero enseguida Doc regaña a Marty por no haber vuelto a 1985, cuando le dijo que no volviera por él. Devuelta en su herrería, Marty le comenta a Doc sobre su futura muerte a manos de Buford, por lo que ambos se disponen a idear un plan para propulsar el DeLorean y regresar a su época, pero justo cuando Marty le comenta al Doc sobre el daño al tanque de gasolina este cree que podrían usar al Sr. Fusión para hacerlo funcionar, sin embargo el Doc le revela que el Sr. Fusión que está en el DeLorean solo enciende los circuitos del tiempo y el condensador de flujos y que la combustión interna de la máquina solo funciona con gasolina ordinaria y en que ese lugar no habrá una estación de gasolina sino hasta el próximo siglo (1900) según sus cálculos y si falta gasolina el DeLorean desafortunadamente no podrá correr a 88 millas por hora, por lo que ahora ambos están atrapados y varados en 1885. Al principio intentan hacer funcionar la máquina tirándola con caballos pero no resulta, luego intentan utilizar una botella de whisky fuerte, al principio logran hacerla funcionar, pero cuando Marty pisa el acelerador, el carburador de combustible múltiple se daña. Doc también le informa a Marty que una vez que regresen a 1985 deben destruir la máquina del tiempo a toda costa, debido al peligro que representa para la humanidad y para el espacio-tiempo. 
Mientras tratan de propulsar el DeLorean descubren que no pueden hacer funcionar el motor ni tirar de él tampoco, pero entonces a Doc se le ocurre la idea de empujarlo hasta alcanzar las 88 millas por hora usando lo único que puede correr casi más rápido que los caballos, un Tren de Vapor, entonces se les ocurre utilizar el tren que llega el siguiente lunes para empujar al DeLorean, sin embargo mientras llegan a donde la línea principal se separa hacia el Barranco Clayton se dan cuenta de que el puente aún está en construcción, pero de repente ven una mujer en una carreta fuera de control a punto de caer por el barranco y Doc la salva. Esa mujer era la maestra Clara Clayton (Mary Steenburgen), por la cual el barranco recibiría el nombre "Barranco Clayton" en su memoria por haber caído allí hace 100 años (ese mismo año), pero por haberla salvado ahora mantendría el nombre "Barranco Shonash". Momentos después, Doc y Marty regresan a la herrería, para preparar el plan para empujar el DeLorean, utilizando el próximo tren que vendrá el lunes siguiente, en eso el Doc diseña una pequeña maqueta donde se marca todos los puntos de referencia que necesitan saber para poder alcanzar las 88 millas por hora para viajar a 1985 antes de que el DeLorean se caiga por el barranco. Pero en medio de la mini prueba, Clara se aparece en la herrería del Doc, donde esta última le pide al científico revisar su telescopio, ya que según ella, el mismo sufrió un gran daño producto de la caída en el barranco previamente y cree que posiblemente la lente del mismo se haya averiado, por lo que Doc se compromete a revisar el telescopio y devolvérselo más tarde cuando termine de repararlo. 
En ese período ocurren algunas aventuras y situaciones, como en un baile en el centro de Hill Valley, donde Doc y Clara van juntos. Marty esta vez se enfrenta a Buford Tannen usando su ingenio, cuando este último intenta matar a Doc. Debido a esto Tannen desafía a Marty a un duelo a muerte esa misma noche, sin embargo como el Sheriff les había quitado sus armas decide posponerlo para el lunes, debido a que al día siguiente Buford y su banda iban a robar el banco de Pine City, Seamus trata de hacerlo cambiar de parecer sobre el duelo, pero Marty le dice que sabe lo que hace, pero en medio de la coversación Seamus le cuenta la historia de su hermano Marty McFly y le cuenta cómo le clavaron un cuchillo en una cantina en el sur de Virginia, tratando de probar que no era un cobarde y que jamás consideró el futuro (dándose a entender de dónde heredó ese problema Marty). 
Al día siguiente el Doc y Marty se encuentran paseando por el pueblo y disfrutando el clima matutino del viejo oeste, pero luego de caminar un rato estos llegan hasta la funeraria local, donde ambos encuentran la lápida en la que estaba escrito el nombre de Doc y ambos observan la foto, donde descubren que el nombre de Doc está borrado, pero la lápida aún sigue en la foto sin comprender que es lo que sucede, en eso el dueño de la funeraria se aparece para medir la estatura de Marty para preparar su futuro ataúd, donde también les informa que según las apuestas del duelo, casi todas están corriendo en contra de Marty y que según su punto de vista es mejor estar preparado para lo peor. Al escuchar esto, Doc concluye que la tumba que estaba destinada para el inicialmente, ahora podría estar destinada a Marty dependiendo del resultado del duelo de mañana, al principio Marty se siente acorralado y no sabe si volver a su época original o aceptar el reto de Buford, incluso considera en última instancia aceptar el duelo. Pero el científico intenta convencerlo de que no lo haga y que además no puede perder la paciencia cada vez que lo llaman "Gallina", ya que es exactamente eso lo que le causó un accidente de auto en el futuro (algo que había visto Doc entre sus viajes en el tiempo), pero cuando Marty quiere indagar más sobre dicho incidente, el científico le menciona que lo mejor será que todavía no lo sepa aún, ya que podría trastornar más el espacio continuo del tiempo. Para empeorar la cosas, Clara y Doc terminan su relación al decirle este último la verdad de su año de origen, pero Clara malinterpreta esta revelación y asume que Doc solo estuvo jugando con ella, decide irse del pueblo el mismo día del duelo Tannen-McFly. A raíz de lo ocurrido, Doc se deprime y trata de emborracharse en el Palace Saloon, pero no aguanta ni un trago y se desmaya al primer vaso de whisky, ante la presencia de Marty; por lo que el cantinero llama a su asistente Joey para tratar de reanimarlo usando una taza de café americano, pero esto resulta ser inútil, ya que el Doc no responde, además de ello y según le menciona el cantinero, Marty necesitara algo más fuerte que un café si quiere reanimar al científico mas rápido, por lo que le pide a su asistente Joey preparar la bebida conocida como: "Levanta Muertos", la cual despierta bruscamente a Doc tratando de quitar el mal sabor y el picante que tiene con agua y se mete de cabeza al bebedero de los caballos, rápidamente Marty lo saca pero descubre que aun sigue inconsciente y el cantinero le menciona que estará así unos minutos hasta que los efectos del batido lleguen a su cabeza, pero Tannen llega al pueblo para acordar el duelo pendiente, regresan a la cantina a refugiarse, entre tanto Clara decide irse en el tren de las ocho de la mañana que se dirige hacia San Francisco para no volver. 
Buford obliga a Marty a que salga, pero Marty sabe que no le conviene debido a las circunstancias (ya que es consciente de que este pierde el duelo cuando ve la foto de la lápida con el nombre de "Clint Eastwood", su alias en 1885) y que perderá el tren, el pueblo le dice que si no lo enfrenta, será recordado como el más grande de los cobardes en el oeste, entonces sin más opciones uno de los presentes le presta su pistola para que pueda enfrentarse a Tannen, sin embargo este les menciona que ya tiene un arma empieza a considerar salir a enfrentarse a Tannen en el duelo, pero luego de pensar las cosas detenidamente, Marty les menciona a todos que Tannen es un completo idiota y que no le importa lo que diga él o lo que piense la gente de él, cosa que el propio Seamus, quien también esta entre los presentes en la cantina y reconoce que enfrentarse en un duelo a Tannen era una completa tontería, justo en ese momento el Doc se despierta bruscamente luego que hiciera efecto el batido que le dieron prevíamente y Marty decide fugarse con el científico para alcanzar el tren antes de que este se vaya, pero cuando están saliendo por la puerta trasera de la cantina, la pandilla de Buford los descubren saliendo y les disparan, logrando capturar a Doc en el proceso, mientras que Marty se mete en el edificio de a lado de la cantina para ocultarse de los disparos. Momentos después, Tannen amenaza a Marty de que salga a combatirlo ahora o de lo contrario le disparara a Doc en su lugar, donde este último le menciona a Marty que se olvide de él de ser necesario y salve su vida, ante esto Buford le da a Marty un lapso de un minuto para que decida, mientras tanto Clara sale en el tren hacia San Francisco luego de escuchar a un vendedor discutir lo desconsolado que estaba Doc en el salón la noche anterior. Tras escuchar esto, Clara aplica el freno de emergencia y regresa corriendo desesperada a Hill Valley. 
Pasado el lapso de tiempo, Buford se prepara para dispararle a Doc en la cabeza, hasta que Marty finalmente decide salir a enfrentarlo, durante el duelo Buford lo exhorta a disparar primero, pero este se niega y se quita su pistola, quedando completamente "vulnerable", Marty había creído que se "arreglaría esto como hombres", pero Buford le dice que creyó mal y le dispara en el pecho, "matándolo". No obstante cuando se acerca a Marty (creyendo que lo asesinó), el joven se levanta sorpresivamente y vence a Tannen golpeándolo varias veces con un objeto voluminoso que saca de su ropa. El secreto: el clásico chaleco antibalas (copiado de la película de Clint Eastwood Por un puñado de dólares que veía Biff en el hotel del 1985 alternativo, en la segunda parte), usando una tapa de estufa de la época. Debido a los golpes, Buford rompe la lápida que aparece en la foto de 1955 y posteriormente cae encima de una carreta de estiércol, repitiendo nuevamente el gag de la "caída en el estiércol", minutos después el sheriff llega al lugar para arrestar a Tannen y su banda por robar el banco de Pine City y los encierra en la cárcel.
Todo el pueblo celebra el triunfo de "Eastwood" y Doc le indica a Marty que es hora de partir a 1985, por otro lado Clara llega desesperada a la herrería donde descubre la maqueta de Doc, así como el plan de la máquina del tiempo en su herrería, descubriendo que Doc le decía la verdad y rapídamente toma uno de los caballos de la herrería y cabalga en su búsqueda. Mientras tanto, Marty y Doc persiguen el tren de vapor y se roban la locomotora a punta de pistola para llevarla hasta donde se encuentra el DeLorean y se preparan para el viaje, mientras el Doc coloca los neumáticos de caucho en la parte frontal del tren, Marty por su parte le pregunta que son los leños de colores que estaban adentro del DeLorean y Doc menciona que son una versión de presto-leños, una serie leños comprimidos con pólvora para que ardan más intensamente y que los uso una vez en su herrería y que estos en la caldera del tren se encenderán en secuencia que harán que el fue fuego arda más intensamente y la locomotora vaya más rápido, mientras tanto Clara llega poco después a la vías del tren y encuentra los vagones del tren varados sin la locomotora, hasta que ella escucha el silbato de la locomotora en la cercanías y se apresura a alcanzarlo.
Mientras tanto, Marty se sube al DeLorean y le menciona al Doc que todo esta listo, mientras que este último pone en marcha la locomotora y empieza a empujar el DeLorean por las vías, pero en ese momento Clara se aparece repentinamente y trata de alcanzarlos antes de que se vayan. Mientras siguen su curso, Doc le menciona a Marty que active los circuitos del tiempo y que programe la fecha de destino, 27 de octubre de 1985 a las 11:00 A.M. por lo que Marty teclea la fecha en el tablero y le menciona al Doc que apenas van alcanzando las 25 millas por hora, por lo que el Doc rápidamente decide colocar los presto-leños en la caldera del tren. Una vez colocados los presto-leños en posición, Doc le informa a Marty que hay una nueva medida que está en el tablero del DeLorean la cual marca la temperatura actual del caldero y que los colores verde, amarillo y rojo marcaran cuando enciende cada leño y que cada detonación estará acompañada de una repentina explosión de aceleración y que espera que alcancen las 88 millas por hora antes de que el marcador pase de los 2000 grados centígrados o de lo contrario explotara la caldera (actividad programada y planeada durante días por el dúo), por otro lado Clara alcanza la locomotora y se sujeta de la escalera del vagón de carga justo en el momento que explota el leño verde y queda colgando, pero afortunadamente logra subir, mientras tanto Marty le informa a Doc que acaban de alcanzar las 35 millas y Doc se dispone a dejar la cabina de la locomotora para dirigirse hacia el DeLorean. Pero mientras sale de la cabina, Clara trata de llamar a Doc justo cuando sale, sin embargo debido al ruido de la locomotora no la escucha y sigue su camino, pero en pleno trayecto, Marty le informa al Doc que se sujete fuerte, ya que el leño amarillo va a explotar, cuando ocurre la explosión el Doc por poco se cae por el borde, pero por fortuna no pasa a mayores y sigue su camino, mientras tanto Clara llega a la cabina del tren y sigue tratando de llamar a Emmett por la ventana de la cabina, pero este último sigue sin poder escuchar a Clara por el ruido del tren. 
Finalmente Doc llega al frente de la locomotora y se prepara para abordar el DeLorean, pero antes de subir al vehículo, Clara en plena desesperación hace sonar el silbato del tren, lo que causa que Emmett finalmente la escuche y la vea aparecer en la cabina, la cual está arrepentida de su reacción previa y desea ir con Emmett. Ante este percance Doc le informa a Marty que debe regresar por ella, sin embargo Marty le informa que acaban de pasar el molino de viento que estaba plasmado en la maqueta previamente como su punto sin retorno y le informa que van a pasar las 50 millas y que no lo lograra a tiempo, pero Doc insiste en ir por Clara, a quien anima a acercarse a él, pero justo cuando esta a punto de alcanzarla Marty le informa que el leño rojo esta a punto de explotar. Justo cuando el leño rojo explota, Clara se resbala y queda colgando de su vestido y a punto de caer, por otro lado y producto del leño rojo la caldera del tren comienza a echar fuego, debido al aumento desmesurado de temperatura y los tornillos de la caldera empiezan a saltar. Ante esta situación, Marty decide enviarle la supertabla a Doc, para que pueda salvar a Clara de caer. Finalmente el Doc con la ayuda de la supertabla consigue rescatar a Clara y toma la decisión de su vida: dejar todo atrás y vivir para siempre con Clara. Por otro lado, Marty observa que se está acercando al final de la línea del tren y decide regresar solo a 1985, donde finalmente el DeLorean alcanza las 88 millas por hora y realiza el viaje en el tiempo, pero justo después de que el DeLorean desaparece dejando las líneas de fuego, el tren se cae por el barranco y termina explotando la caldera al llegar fondo del mismo y se destruye la locomotora con tres explosiones repentinas.

### De regreso a 1985

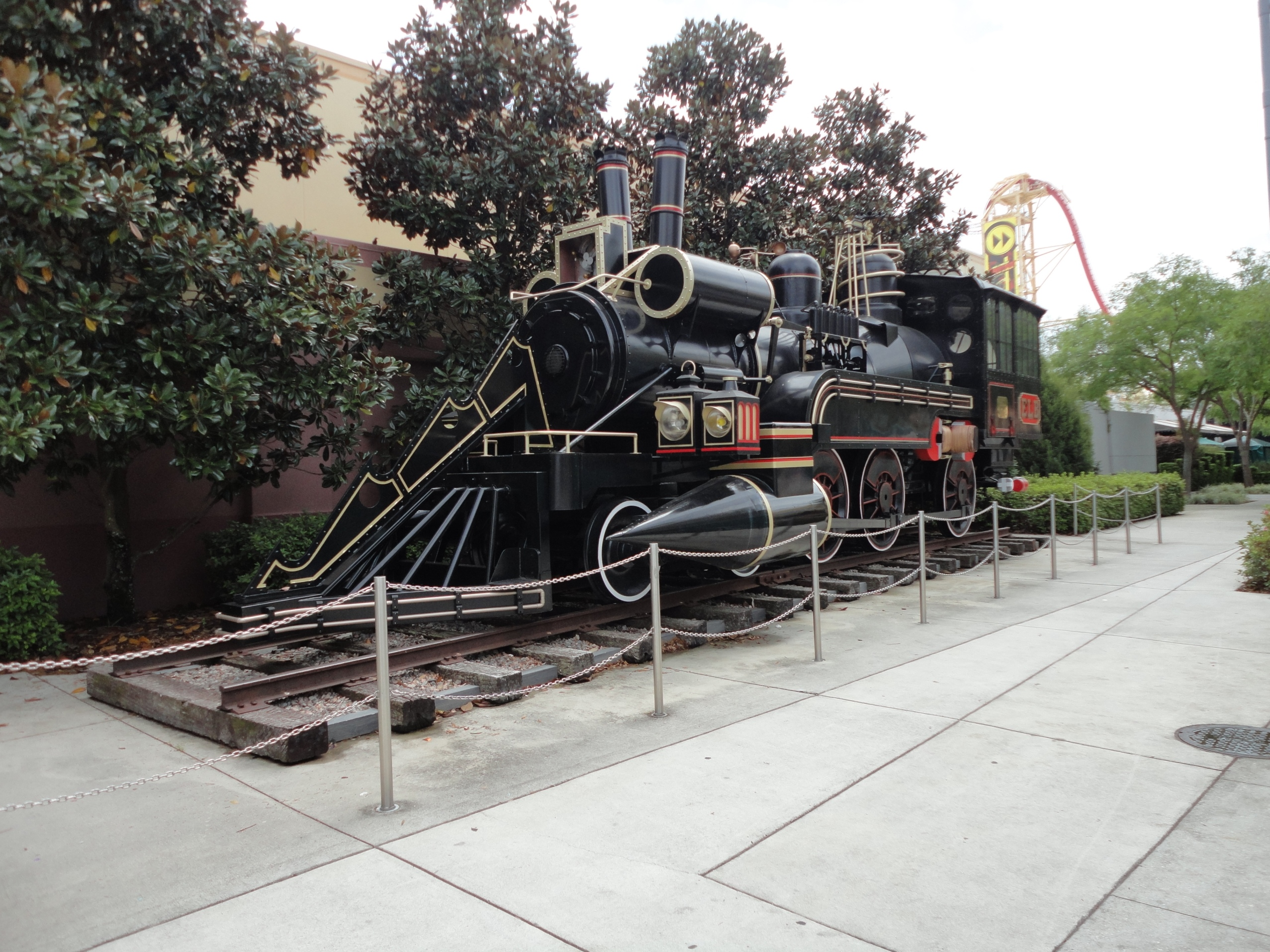
Locomotora de vapor que aparece en el final de la película.

Al llegar a 1985, Marty aparece en el puente del barranco de su época original y encuentra todo tal como estaba antes de su viaje al año 2015 en la segunda parte, donde además sigue conservando los cambios positivos que provocó en la primera parte, incluyendo a su familia cambiada y a un Biff trabajando para George, además de que ahora el barranco tiene curiosamente el nombre de "Barranco Eastwood". 
Finalmente el DeLorean se detiene por completo al perder velocidad en las vías del presente, pero un tren moderno se aparece repentinamente en su camino y Marty trata de abrir la puerta, la cual se queda atorada en un principio, pero afortunadamente Marty consigue abrirla en el último segundo y salta fuera de las vías, logrando escapar por poco de ser atropellado por el tren el cual destruye rápidamente en mil pedazos el DeLorean que tantos problemas había causado. Momentos después, Marty regresa a su casa en Lyon Estates y se alegra de que todo haya regresado a la normalidad y luego va en su camioneta a buscar a Jennifer en el porche delantero de su casa de donde la habían dejado en el 1985 alterno, quien no cree que todo haya sido un sueño y va con Marty a ver los restos de la máquina del tiempo. 
En el camino, es desafiado por Needles a una carrera pese a las peticiones de Jennifer que no corra, sin embargo Marty en vez de competir con él coloca la reversa de su camioneta y terminan dando media vuelta, para luego observar como Needles sale corriendo en línea recta por la calle, pero en eso Jennifer le cuestiona a Marty si solo hizo ese giro a propósito y Marty solo se limita a mencionarle a Jennifer que él no es tan estúpido como para competir contra el tonto de Needles, por otro lado Needles y sus amigos son sorprendidos por un auto Rolls-Royce de color blanco que venía por un cruce de calle haciendo que estos por poco se estrellasen con dicho auto, pero afortunadamente Needles consigue esquivarlo y huyen de la escena, de esta forma Marty también evita el accidente automovilístico que podría haberle fracturado la mano (lesión que es vista en la segunda entrega) y que le traería muchas desgracias a su futuro en el 2015, por lo que ahora vivirá sano y muy feliz al saber que su futuro está en sus manos.
Al llegar a la vía ferroviaria y después de ver los restos del DeLorean ambos se ponen a reflexionar de que el Doc nunca más va a regresar y Marty admite que lo va a extrañar, pero justo en ese momento las barreras de seguridad del tren comienzan a bajar y a sonar advirtiendo que un tren se aproxima, pero en eso ambos observan que no hay ningún tren aproximándose y se preguntan que esta sucediendo, hasta que de forma súbita una antigua locomotora de vapor convertida en máquina del tiempo se aparece sorpresivamente en las vías ante ellos, donde se revela que dentro de ella se encuentran Doc, Clara, sus dos hijos Julio y Verne y su perro mascota, Einstein, los cuales saludan a la pareja. Ante este asombro, Marty le menciona al Doc que este pensó que ya nunca más lo volvería a ver, pero el Doc le menciona que no puede mantener a un científico quieto y que después de todo tenía que volver por su perro Einstein y que además tampoco quería que estos preocuparan por él, además de ello, Doc le entrega a Marty una foto de los dos junto al mecanismo de la torre del reloj en el año 1885, como recuerdo de su aventura en viejo oeste. Posteriormente Jennifer le pregunta al Doc sobre porque el fax de Marty del 2015 en el que decía: "Estás despedido" se borró misteriosamente cuando Marty se negó a competir en la carrera previa contra Needles y Doc simplemente le menciona que eso era más que obvio que pasaría, ante esto Jennifer le pregunta sobre que significa ese hecho y Doc como último consejo para ella y Marty les menciona diciendo: "Significa que tu futuro todavía no ha sido escrito, ni el de ninguno; tu futuro es el que tú te formes, así es que háganse uno bueno para los dos", por su parte Marty le promete a Doc que harán lo mejor que puedan, luego el Doc y Clara se despiden de ambos y se preparan para irse de viaje por el tiempo, pero antes de irse, Marty le pregunta al Doc sobre a donde irán ahora y si tienen pensado volver al futuro, pero Doc por su parte simplemente le menciona que ellos ya han estado allá antes y les menciona que irán a un lugar en el tiempo no definido. Finalmente el filme termina cuando la locomotora de vapor del Doc se eleva en el aire y da una media vuelta en el aire, para luego salir volando hacia atrás y finalmente la misma regresa directo hacia la pantalla mientras inicia el viaje en el tiempo.

## Reparto
El doblaje se hizo en 1990
| Personaje                   | Actor original Estados Unidos | Actor de doblaje para España | Actor de doblaje para Hispanoamérica Los Ángeles, EE. UU. |
| --------------------------- | ----------------------------- | ---------------------------- | --------------------------------------------------------- |
| Marty McFly/Seamus McFly    | Michael J. Fox                | Jordi Pons                   | Victor Mares Jr.                                          |
| Dr. Emmett L. (Doc) Brown   | Christopher Lloyd             | Luis Posada Cugat            | Elgar 'Helgar' Pedrini                                    |
| Biff Tannen/Buford Tannen   | Thomas F. Wilson              | Jordi Ribes                  | Leonardo Araujo                                           |
| Clara Clayton               | Mary Steenburgen              | María Jesús Lleonart         | Patricia Pontón                                           |
| Lorraine McFly/Maggie McFly | Lea Thompson                  | Julia Gallego                | Rocío Robledo                                             |
| George McFly                | Jeffrey Weissman              |                              | Jesús Brock                                               |
| Jennifer Jane Parker        | Elisabeth Shue                | Nuria Mediavilla             | Marcela Bordes                                            |
| Chester, el cantinero       | Matt Clark                    | Adrià Frías                  | Victor Mares                                              |
| Alcalde Hubert              | Hugh Gillin                   | Josep María Ullod            | Guillermo Romano                                          |
| Sheriff Strickland          | James Tolkan                  | Francisco Garriga            | Guillermo Romano                                          |
| Stubble                     | Christopher Wynne             | Alberto Mieza                | Demián Bichir                                             |
| Ceegar                      | Sean Gregory Sullivan         |                              |                                                           |
| Buck                        | Mike Watson                   |                              |                                                           |
| Viejo del saloon            | Dub Taylor                    | Fernando Ulloa               | Guillermo Romano                                          |
| Viejo del saloon            | Harry Carey Jr.               | Manuel Lázaro                | Guillermo Romano                                          |
| Viejo del salón             | Pat Buttram                   | Antonio Crespo               | Roberto Alexander                                         |
| Dave McFly                  | Marc McClure                  | Sergio Zamora                | Javier Ponton                                             |
| Linda McFly                 | Wendie Jo Sperber             | Rosa María Hernández         | Marcela Bordes                                            |
| Needles                     | Flea                          |                              | Roberto Alexander                                         |

## Producción

### Antecedentes
Los orígenes del tema western para Back to the Future Part III se encuentran en la producción de la película original. Durante el rodaje de la primera película Zemeckis le preguntó a Michael J. Fox qué periodo histórico le gustaría visitar. Fox contestó que quería visitar el salvaje oeste, y encontrarse con vaqueros. Zemeckis el escritor / productor Bob Gale estaban intrigados por la idea, pero decidieron usarla para la Parte III. En lugar de utilizar los sets existentes, los cineastas construyeron el Hill Valley de 1885 desde cero. Las escenas del oeste se filmaron en Monument Valley. Algunos de los lugares de filmación para el Hill Valley de 1885 se realizaron en Jamestown, California, y en un conjunto construido especialmente en Red Hills Ranch cerca de Sonora, California. Algunas de las escenas del tren fueron filmadas en Railtown 1897 State Historic Park, una línea ferroviaria en Jamestown. Mientras que la película original representaba una idea más materialista del éxito, Zemeckis consideraba la "Parte III" más como un "viaje humano" con connotaciones espirituales.

### Filmacion
La filmacion de "Back to the Future Part III", que se filmo al mismo tiempo que la Parte II a lo largo de 1989, reunió a gran parte del equipo original. Las películas se rodaron a lo largo de 11 meses, a excepción de una pausa de tres semanas entre el rodaje de la Parte II y la III. La parte más agotadora fue editar la Parte II mientras filmaba la Parte III, y Zemeckis llevó la peor parte del proceso durante un período de tres semanas. Mientras Zemeckis filmaba la mayoría de las secuencias de trenes en Sonora, Gale estaba en Los Ángeles supervisando el doblaje final de la Parte II. Zemeckis envolvería la fotografía y abordaría un avión privado para Burbank, donde Gale y los ingenieros lo saludarían en el escenario de doblaje con la cena. Supervisaría los carretes terminados ese día y haría cambios donde fuera necesario. Luego, se retiraría al Hotel Sheraton de Universal por la noche. A la mañana siguiente, Zemeckis conduciría al Aeropuerto de Burbank, abordaría un vuelo de regreso al set en el norte de California y continuaría filmando la película.
Aunque el programa para la mayoría del personal involucrado fue extenuante, los actores encontraron que la ubicación remota para la Parte III era relajante, en comparación con la filmación de su antecesor.
El papel de Clara Clayton fue escrito con Mary Steenburgen en mente. Sin embargo, cuando recibió el guion, se mostró renuente a comprometerse con la película hasta que sus hijos, a quienes les encantó el original, la "acosaron" para que acepte. Lloyd compartió su primer beso en pantalla con Steenburgen en la Parte III. La escena del baile del Festival de Hill Valley resultó ser la más peligrosa para Lloyd y Steenburgen; La danza demasiado entusiasta dejó a Steenburgen con un ligamento desgarrado en el pie.
La película también fue protagonizada por los veteranos actores de cine del género western Pat Buttram, Harry Carey, Jr., y Dub Taylor, como tres "veteranos del salón". Buttram también era conocido por el público más joven por su extenso trabajo de voz, particularmente como el Sheriff de Nottingham en la versión Disney de Robin Hood La inclusión de estos notables actores occidentales se promocionó en varios documentales sobre la película, así como en el documental detrás del escenario del DVD y en el obituario de uno de los actores. Los músicos de la banda de estilo del Viejo Oeste en la película fueron interpretados por ZZ Top.
La filmación de una película ambientada en el Viejo Oeste fue atractiva para los dobles de riesgo, que eran todos jinetes experimentados. "Tuvimos a todos los grandes especialistas en Hollywood que querían trabajar en la Parte III", recordó Gale en 2002. Thomas F. Wilson, quien interpretó a Buford Tannen, eligió realizar sus propias acrobacias y pasó mucho tiempo aprendiendo a montar un caballo y lanzar su lazo. La filmación se detuvo cuando murió el padre de Michael J. Fox y cuando nació su hijo.
Alan Silvestri, a través de su larga colaboración con Zemeckis, regresó para componer la partitura para Back to the Future III. En lugar de dictar cómo debería sonar la música, Zemeckis dirigió a Silvestri como lo haría con un actor, buscando evocar emociones y tratando cada pieza de música como un personaje.
La fotografía en la Parte III fue un "sueño" para el director de fotografía Dean Cunde, quien estuvo de acuerdo con gran parte del equipo en su entusiasmo por filmar un western. Los cineastas buscaron una imagen brillante y colorida para cada escena, con un toque de tono sepia en ciertas tomas. Zemeckis deseaba crear un clímax espectacular a la película. Coordinó a los actores, una locomotora de vapor 4-6-0 en vivo de diez ruedas, pirotecnia, y efectos especiales, e innumerables técnicos al mismo tiempo. Como habían hecho con las dos películas anteriores en la trilogía, los efectos visuales de la "Parte III" fueron gestionados por la compañía de efectos Industrial Light & Magic; El jefe de su departamento de animación, Wes Takahashi, volvió a animar una vez más las secuencias de viajes en el tiempo de DeLorean.

## Lanzamiento y recepción
La película recaudó $ 23 millones en su primer fin de semana de estreno en Estados Unidos y $ 87.6 millones en total en los recibos de taquilla de los Estados Unidos (o alrededor de $ 152.4 millones cuando se ajustó por inflación a partir de enero de 2011) - $ 243 millones en todo el mundo.
El 17 de diciembre de 2002, Universal lanzó Back to the Future Part III en un paquete con las dos primeras películas en DVD y VHS. En la edición de DVD widescreen, hubo un defecto de encuadre que Universal ya ha corregido, disponible en juegos fabricados después del 21 de febrero de 2003.

### Reacción crítica
El sitio web agregado de la revisión Rotten Tomatoes informó un índice de aprobación del 75%, según 43 comentarios, con una calificación promedio de 6.5 / 10.
Kim Newman de Empire  dio a la película cuatro de cada cinco estrellas, diciendo que la película "restaura el interés del corazón de la primera película y tiene una historia completa satisfactoria". Elogió a Michael J. Fox por "mantener la trama en movimiento" y mencionó que el romance de Christopher Lloyd y Mary Steenburgen fue "divertido". Dijo que el final de la película fue el "más pulcro de todos", y que cuenta con una de las mejores máquinas del momento en el cine, prometiendo que este es el último de la serie y que lo envuelve perfectamente para todos.
Leonard Maltin prefirió esta película a las dos primeras, dándole tres estrellas y media de cada cuatro, diciendo que "ofrece una gran diversión, deslumbrantes efectos especiales, e imaginación de sobra. Hay auténticas películas mágicas en funcionamiento. aquí." Michael McWhertor, del sitio web Polygon, escribió que si bien la película no era mejor que la entrada original de la serie, sigue siendo "ligas mejor que la segunda"; elogió los elementos cómicos y románticos de la película y elogió la actuación de Thomas F. Wilson como "Mad Dog" Tannen.
Roger Ebert de  Chicago Sun-Times  le dio a la película dos y media de cuatro estrellas. Dijo que los motivos occidentales de la película son "una versión de comedia que se ve exactamente como si estuviera construida en un área detrás o al lado de un estudio de cine en alguna parte". Aunque Vincent Canby de  The New York Times  elogió la actuación de Christopher Lloyd en la película, también dijo que la película "parece que podría ser el comienzo de una serie televisiva continua". Se quejó de que la película es "tan dulce y sosa que casi se olvida al instante".
Los comentaristas notan paralelos entre las películas Time After Time  y 'Back to the Future III'  Mary Steenburgen ha dicho:
En realidad, he interpretado la misma escena en esa película (Time After Time) y en (BTTF) 'Parte III, ... He tenido un hombre de un período de tiempo diferente que me dice que está enamorado de mí, pero él tiene que volver a su propio tiempo. Mi respuesta en ambos casos es, por supuesto, incredulidad, y los ordeno fuera de mi vida. Luego, descubro que me equivoqué y que, de hecho, el hombre es de otra época, y voy tras él (ellos) a profesar mi amor. Es una sensación muy extraña encontrarte haciendo la misma escena, con tantos años de diferencia, por segunda vez en tu carrera.
El casting de Steenburgen para  Back to the Future III  parece tener la intención deliberada de reflejar el papel anterior. En "Time After Time", la mujer vive en el siglo XX y la viajera del tiempo es del XIX. En "Back to the Future III", la mujer habita en el siglo XIX y el viajero del tiempo es del XX. En ambas películas, la mujer finalmente regresa con el viajero del tiempo para vivir en su propio período de tiempo.

### Reconocimientos
En 1990, la película ganó un Premio Saturno a la Mejor Música por Alan Silvestri y un Premio al Mejor Actor de Reparto por Thomas F. Wilson. En 2003, recibió el Premio AOL Movies DVD Premiere a la Mejor Edición Especial del Año, un premio basado en la votación en línea del consumidor.

## Fechas de estreno
| País                                                                          | Fecha de estreno                |
| ----------------------------------------------------------------------------- | ------------------------------- |
| Alemania                                                                      | Jueves 12 de julio de 1990      |
| Argentina                                                                     | Jueves 29 de noviembre de 1990  |
| Australia                                                                     | Jueves 28 de junio de 1990      |
| Austria                                                                       | Viernes 13 de julio de 1990     |
| Bélgica                                                                       | Miércoles 11 de julio de 1990   |
| Belice · Costa Rica · El Salvador · Guatemala · Honduras · Nicaragua · Panamá | Viernes 10 de agosto de 1990    |
| Brasil                                                                        | Viernes 13 de julio de 1990     |
| Chile                                                                         | Viernes 6 de julio de 1990      |
| Colombia                                                                      | Jueves 5 de julio de 1990       |
| Corea del Sur                                                                 | Sábado 14 de julio de 1990      |
| Dinamarca                                                                     | Viernes 13 de julio de 1990     |
| Ecuador                                                                       | Martes 1 de enero de 1991       |
| Egipto                                                                        | Lunes 15 de octubre de 1990     |
| España                                                                        | Viernes 30 de noviembre de 1990 |
| Estados Unidos · Canadá                                                       | Viernes 25 de mayo de 1990      |
| Filipinas                                                                     | Miércoles 6 de junio de 1990    |
| Finlandia                                                                     | Viernes 13 de julio de 1990     |
| Francia                                                                       | Miércoles 18 de julio de 1990   |

| País                 | Fecha de estreno                 |
| -------------------- | -------------------------------- |
| Grecia               | Viernes 21 de diciembre de 1990  |
| Hong Kong            | Jueves 12 de julio de 1990       |
| Hungría              | Jueves 20 de diciembre de 1990   |
| India                | Viernes 3 de mayo de 1991        |
| Israel               | Viernes 20 de julio de 1990      |
| Italia               | Viernes 21 de septiembre de 1990 |
| Japón                | Sábado 7 de julio de 1990        |
| Líbano               | Viernes 26 de octubre de 1990    |
| Malasia              | Miércoles 6 de junio de 1990     |
| México               | Jueves 19 de julio de 1990       |
| Noruega              | Jueves 12 de julio de 1990       |
| Nueva Zelanda        | Viernes 7 de diciembre de 1990   |
| Países Bajos         | Jueves 12 de julio de 1990       |
| Perú                 | Jueves 4 de octubre de 1990      |
| Portugal             | Viernes 10 de agosto de 1990     |
| Reino Unido Irlanda  | Miércoles 11 de julio de 1990    |
| República Dominicana | Jueves 26 de julio de 1990       |
| Singapur             | Jueves 31 de mayo de 1990        |
| Sudáfrica            | Viernes 23 de noviembre de 1990  |
| Suecia               | Viernes 13 de julio de 1990      |
| Suiza                | Viernes 13 de julio de 1990      |
| Tailandia            | Sábado 9 de junio de 1990        |
| Taiwán               | Sábado 11 de agosto de 1990      |
| Turquía              | Viernes 24 de agosto de 1990     |
| Uruguay              | Jueves 12 de julio de 1990       |
| Venezuela            | Miércoles 4 de julio de 1990     |